# Davis City (Iowa)
Davis City es una ciudad situada en el condado de Decatur, Iowa, Estados Unidos. Según el censo de 2020, tiene una población de 179 habitantes.

## Geografía
Según la Oficina del Censo de los Estados Unidos, la localidad tiene un área total de 1,50 km², correspondientes en su totalidad a tierra firme.

## Demografía
Según el censo de 2020, hay 179 personas residiendo en Davis City. La densidad de población es de 119,33 hab./km². Hay 116 viviendas con una densidad de 77,33 por km². El 97,77% de los habitantes son blancos, el 0,56% es de otra raza y el 1,68% son de una mezcla de razas. No hay hispanos o latinos viviendo en la localidad.